# Toshiki Koike
Toshiki Koike (小池 知己 Koike Toshiki?), född 10 november 1974 i Kanagawa prefektur, är en japansk före detta fotbollsspelare.
Koike började sin karriär 1993 i Tokyo Gas (FC Tokyo). Han spelade 96 ligamatcher för klubben. Efter FC Tokyo spelade han för Mito HollyHock och Shonan Bellmare. Han avslutade karriären 2003.